# Phacographa
Phacographa is een geslacht van schimmels in de familie Roccellaceae. De typesoort is Phacographa glaucomaria.

## Soorten
Volgens Index Fungorum bevat het geslacht drie soorten (peildatum april 2022):
| Soortnaam                  | Auteur(s)                        | Publicatiejaar |
| -------------------------- | -------------------------------- | -------------- |
| Phacographa glaucomaria    | (Nyl.) Hafellner                 | 2009           |
| Phacographa protoparmeliae | Hafellner                        | 2009           |
| Phacographa zwackhii       | (A. Massal. ex Zwackh) Hafellner | 2009           |